# Hattori Hanzō
Hattori Hanzō (服部 半蔵?   1541-23 de diciembre de 1596) fue un samurái y shinobi (ninja) que vivió durante el periodo Sengoku. También se le considera uno de los shinobi más conocidos, líder de los clanes shinobi de Iga.
Hanzō fue hijo de Hattori Yasunaga, oficialmente un samurái menor del clan Matsudaria (que posteriormente se convirtió en el clan Tokugawa que gobernó Japón durante el periodo Edo) y sirvió bajo las órdenes de Tokugawa Ieyasu, donde ganó el apodo de Oni-Hanzō ("Hanzo el demonio") debido a sus técnicas de combate desarrolladas en el campo de batalla.
Sus hombres eran los encargados de velar por la seguridad del Castillo Edo, de la que una puerta fue nombrada con su nombre, cosa que aún perdura hasta nuestros días.
Murió en 1596. Se cree que fue asesinado por un ninja rival llamado Fuma Kotaro.

## En la ficción
Hanzo es conocido como uno de los Samurái más poderosos de Japón.
- Hanzo Hasashi es el verdadero nombre de Scorpion, uno de los más famosos ninjas en la saga de videojuegos Mortal Kombat.
- Hattori Hanzo es el líder de los Clanes de Iga al servicio del clan Tokugawa que se opone a la formación de un torneo que involucre guerreros fuera del clan Tokugawa en Samurai Deeper Kyo.
- Hattori es el nombre de uno de los personajes jugables en Brawlhalla.
- Hanzou Hattori es el líder de un clan ninja, clan Iga en el videojuego World Heroes, basado en el Shinobi japonés.
- Hanzo Hattori es uno de los personajes de la serie de animación japonesa Basilisk: The Kouga Ninja Scrolls
- Hattori Hanzō es el nombre de un personaje de la película Kill Bill Vol. 1 (2004), de Quentin Tarantino, interpretado por el actor japonés Sonny Chiba.
- Hattori Hanzo es la marca del reloj artesanal que porta Shuya Nanahara, el protagonista de la novela Battle Royale, de Takashi, que dio origen a un modo de juego popular.
- Hanzo Hattori es un personaje del videojuego de lucha Samurai Shodown de SNK, donde utiliza el carácter de ninja y habilidades mágicas tales como teletransportación.
- Hattari Hanzou es el nombre de un personaje de la serie de Naruto que dio el nombre de Sannin a Orochimaru, Tsunade y Jiraiya por haber sobrevivido una batalla contra él; ya que cuando estaba vivo, el que sobreviviera de una pelea contra él era considerado casi un dios. Era conocido por el apodo de «Salamandra Hanzou».
- Hattori Hanzo es el nombre de un personaje en Hyakka Ryōran Samurai Girls que protege a la princesa Tokugawa.
- Hanzo es el nombre de un personaje del anime HunterxHunter, del examen del cazador.
- Hattori Hanzo es el nombre de un personaje en el anime Oda Nobuna no Yabou el cual protege a Tokugawa Ieyasu, pero es fiel sirviente de Matsudaira Motoyasu (anterior nombre de Tokugawa Ieaysu).
- Hattori Hanzo se revela como el principal antagonista en el anime Brave 10, anime claramente influenciado por personajes históricos japoneses entre ellos shinobis famosos de los Iga y Koga y daimyos.
- Hattori Zenzo, personaje de Gintama está basado en Hattori Hanzo.
- Hattori Hanzo es el nombre de la canción compuesta por el artista de Hip hop argentino, Acru.
- El personaje principal de Ninja Hattori es, como el nombre de la serie indica, un ninja llamado Hattori, en referencia a Hanzo.
- Hanzo es el nombre de un personaje en el videojuego Pokémon Conquest. Aunque aparece como un ninja, no sirve a Ieyasu, sino a Nene, esposa de Hideyoshi
- Hanzo es el nombre de uno de los personajes jugables del videojuego Overwatch
- Hanzo Hattori es un personaje de la saga de videojuegos de lucha estratégica "Samurai warriors" ; en el cual se muestra su historia de forma exagerada y del mismo modo sus habilidades. Se lo muestra, también, con una postura de superioridad y un arsenal amplio de armas exóticas pertenecientes a dicha era.
- Hanzo Hattori es un personaje del videojuego NioH
- Hattori Hanzo hizo por primera vez su aparición en el juego de cartas creado en Chile "Mitos y Leyendas" (Carta n°81) de la edición "Espíritu de Dragón" como Aliado en la estrategia Campeón/Samurai y/o Campeón/Ninja.
- Hattori Hanzo es un personaje en el universo de la saga del videojuego Assassin's Creed, siendo un miembro de la Hermandad de Asesinos, haciendo aparición en el videojuego para móviles y portátiles llamado Assassin's Creed: Memories.
- Eibhear Hattori es el nombre de un maestro herrero en el videojuego The Witcher III: Wild Hunt. Su nombre, su profesión, y el hecho de que estaba retirado de la herrería, hacen a su vez referencia a Hanzõ Hattori, de la película de Quentin Tarantino Kill Bill
- Hattori Hanzo es el nombre de uno de los 12 comandantes del Castillo Gigante Susanoo en el anime Bakumatsu Crisis, segunda temporada del anime Bakumatsu,haciendo su primera aparición en el capítulo 5 del mismo mostrándose con un tono altanero y usando diversas técnicas ninja.
- El rapero argentino Klan hace referencia en algunas canciones bajo la oración de "Hattori Hanzo escuadrón".
- Hattori Hanzō es, en el videojuego Monster Super League, la tercera evolución del monstruo de 5 estrellas llamado "Shinobi".
- Kagemori Hanzo es un personaje de background, uno de los ancestros del personaje principal de la serie de anime Kage Kara Mamoru! basada en el manga del mismo nombre.
- Ninja Granmaster Hanzo es el nombre de una carta del juego de cartas coleccionables, Yu-Gi-Oh!. Aunque pertenece al arquetipo de "Ninja" y no del "Six Samurai" como mejor sería su referencia.
- Hanzo es el nombre de un personaje del moba, "Mobile Legends Bang Bang", el cual está relacionado con otro personaje del mismo juego, llamado Hayabusa.
- Hanzo es un shinobi de Iga en el juego a Assasin's Creed Shadows.